# 경우의 수 (드라마)
《친구에서 연인이 되는 경우의 수》는 2020년 9월 25일부터 2020년 11월 28일까지 방영된 JTBC 금토 드라마이다.

## 기획의도
10년에 걸쳐 서로를 짝사랑하는 여자와 남자의 리얼 청춘 로맨스

## 등장인물

### 주요 인물
- 옹성우 : 이수 (28세) 역 (아역 : 하이안) - 사진작가
- 신예은 : 경우연 (28세) 역 (아역 : 심혜연) - 캘리그라피스트
- 김동준 : 온준수 (34세) 역 - 은유출판사 대표
- 안은진 : 김영희 (29세) 역 (아역 : 안세빈) - 무역 관련 중소기업 대리
- 백수민 : 한진주 (28세) 역 - 검사, 서울대 법학과 졸업. 학부 중 사시패스를 한 수재.
- 최찬호 : 신현재 (29세) 역 - 고등학교 윤리 교사, 교육자 집안. 1남 3녀 중 막내.
- 표지훈 : 진상혁 (28세) 역 - 한식요리주점 '오늘밤' 사장

### 이수의 가족
- 안내상 : 이영환 (50대 초반) 역 - 수의 아버지, 부장판사 출신 변호사. 원정의 전남편.
- 김희정 : 최원정 (50대 초반) 역 - 수의 어머니, 영환의 전처. 유명화가.

### 우연의 가족
- 조련 : 박미숙 (50대 중반) 역 - 우연의 어머니, 적당히 다정하고 적당히 억척스러운 엄마. 전업주부. 만호의 아내.
- 서상원 : 경만호 (50대 후반) 역 - 우연의 아버지, 미숙의 남편.

### 그 외 인물
- 윤복인 : 오윤자 (49세) 역 - 영희의 어머니
- 김단율 : 김철수 (17세) 역 (아역 : 양희재) - 고등학생, 영희의 뚝 떨어진 남동생. 윤자의 아들.
- 강윤제 : 준영 역
- 오희준 : 민상식 (34세) 역 - 은유출판사 편집자, 준수의 대학동기. 현재는 부하직원.
- 정미형 : 민아 역
- 백서이 : 지현 역
- 배다빈 : 권유라 역

### 특별 출연
- 우현 : 한작가 역
- 김선화

## 시청률
최저 시청률과 최고 시청률은 시청률 조사회사와 지역별로 시청률에 차이가 있을 수 있습니다.
| 2020년      | 2020년      | 2020년         | 2020년       | 2020년 |
| 회차        | 방송일      | AGB 시청률     | AGB 시청률   |        |
| 회차        | 방송일      | 대한민국(전국) | 서울(수도권) |        |
| ----------- | ----------- | -------------- | ------------ | ------ |
| 제1회       | 9월 25일    | 1.510%         | .            |        |
| 제2회       | 9월 26일    | 1.438%         | .            |        |
| 제3회       | 10월 9일    | 1.612%         | .            |        |
| 제4회       | 10월 10일   | 1.611%         | .            |        |
| 제5회       | 10월 16일   | 1.336%         | .            |        |
| 제6회       | 10월 17일   | 1.572%         | .            |        |
| 제7회       | 10월 23일   | 1.318%         | .            |        |
| 제8회       | 10월 24일   | 1.131%         | .            |        |
| 제9회       | 10월 30일   | 1.442%         | .            |        |
| 제10회      | 10월 31일   | 1.529%         | .            |        |
| 제11회      | 11월 6일    | 1.499%         | .            |        |
| 제12회      | 11월 7일    | 1.412%         | .            |        |
| 제13회      | 11월 13일   | 1.448%         | .            |        |
| 제14회      | 11월 14일   | 1.311%         | .            |        |
| 제15회      | 11월 27일   | 1.324%         | .            |        |
| 제16회      | 11월 28일   | 1.260%         | .            |        |
| 평균 시청률 | 평균 시청률 | 1.422%         | .            |        |

## 결방 사유
- 2020년 10월 2일 : 추석특선영화 《유열의 음악앨범》 방송 편성으로 인해 결방
- 2020년 10월 3일 : 추석특선영화 《블랙 머니》 방송 편성으로 인해 결방
- 2020년 11월 20일, 11월 21일 : 출연자 김동준 코로나 검사 음성 판정으로 인해 촬영 잠정 중단으로 결방

## 같이 보기
- 대한민국의 텔레비전 드라마 목록 (ㄱ)
- 2020년 대한민국의 텔레비전 드라마 목록